# Georg Sigismund Caspari
Georg Sigismund Caspari (* 17. Mai 1693 in Sorau/Niederlausitz; † 7. April 1741 in Königsberg i. Pr., Preußen) war ein deutscher Orgelbauer.

## Leben
Georg Sigismund Caspari (auch George bzw. Siegmund) wurde 1693 als Sohn des Orgel- und Instrumentenmachers Georg Adam Caspari dem Jüngeren (1662–1736) in Sorau (Niederlausitz) geboren. Er war somit der Großneffe des bekanntesten Orgelbauers der Familie Caspari/Casparini, Eugenio. Seine Lehre absolvierte er wahrscheinlich in der Werkstatt seines Vaters, die zu dieser Zeit übliche Lehrzeit von etwa sieben Jahren wird in dem Zeitraum zwischen 1705 und 1712 angenommen. Über seine folgende Tätigkeit ist wenig überliefert, Ähnlichkeiten in der Prospektgestaltung seiner Orgeln mit den italienisch geprägten Prospekten seines Cousins 2. Grades Adam Horatio Casparini legen jedoch nahe, dass er sich während seiner Wanderjahre auch bei diesem in Breslau aufgehalten haben muss. Ab dem Jahr 1721 war er in der Werkstatt Johann Josua Mosengels in Königsberg als Geselle angestellt. Dieser schlug ihn mit Gesuch vom 20. Mai 1727 als seinen Nachfolger als „Königlich Preußischer Hoforgelbauer“ vor, diesem Gesuch wurde mit Dekret vom 9. Juli 1727 stattgegeben.
Caspari heiratete im Jahr 1729 Mosengels Tochter Anna Catharina (1706–1740); aus dieser Ehe gingen vier Kinder hervor, die allesamt noch minderjährig waren, als ihre Mutter 1740 verstarb. Caspari selbst starb am 7. April 1741 im Alter von 47 Jahren. Da überliefert ist, dass er für seinen Tod keinerlei Vorsorge getroffen hatte, und da es auch kein handschriftliches Testament oder eine ähnliche Verfügung gab, ist von einem plötzlichen und unerwarteten Tod auszugehen. Die wenigen Aufträge, die Caspari in der Zeit seines Wirkens ausführen konnte, genügten nicht, um der Familie ein auskömmliches Einkommen einzubringen, sie litt unter Armut. Nach dem Tod Casparis übernahm sein Vetter 2. Grades Adam Gottlob Casparini, der Enkel von Eugenio Casparini die Werkstatt, die Nachfolge als „Königlich Preußischer Hoforgelbauer“ und offensichtlich auch die Fürsorge der noch unmündigen Kinder.

## Werke
Mit seiner Ernennung zum „Königlich Preußischer Hoforgelbauer“ am 9. Juli 1727 ist davon auszugehen, dass Caspari von diesem Zeitpunkt an die Werkstatt Mosengels in Königsberg i. Pr. weiterführte. Bis zu seinem plötzlichen Tod im Jahr 1741 hatte er über den kurzen Zeitraum von nur 14 Jahren nicht die Möglichkeit, auch mehrere größere Orgelwerke zu bauen, lediglich in Königsberg i. Pr. selbst in der Burgkirche (bereits 1726 als „Probstück“ mit 27 Registern), der evangelischen Schlosskirche (fertiggestellt 1734 mit 29 Registern) und der Neuroßgärter Kirche (1737 mit 31 Registern) konnte er noch zweimanualige Orgelwerke errichten, alle übrigen Instrumente sind deutlich kleiner.
Er hat gegenüber der Bauweise seines Werkstattvorgängers Mosengel einige Vereinfachungen bei seinen Orgeln umgesetzt, die jedoch nicht zur Dauerhaftigkeit seiner Instrumente beitrugen: Bis zum Ende der 1920er Jahre waren fast alle seine Orgeln mindestens einmal oder mehrmals umgebaut worden. Kein Instrument hat den Zweiten Weltkrieg überdauert.

## Werkliste
In der fünften Spalte bezeichnet die römische Zahl die Anzahl der Manuale, ein großes „P“ ein selbstständiges Pedal, ein kleines „p“ ein nur angehängtes Pedal. Die arabische Zahl in der vorletzten Spalte bezeichnet die Anzahl der klingenden Register.

### Neubauten
| Jahr      | Ort                              | Kirche                                   | Bild | Manuale | Register | Bemerkungen |
| --------- | -------------------------------- | ---------------------------------------- | ---- | ------- | -------- | --- |
| 1724–1726 | Königsberg i. Pr.                | Deutsch-reformierte Burgkirche           |      | II/P    | 27       | Die Orgel war das „Probstück“ (= Meisterstück) von Mosengels Schwiegersohn Georg Sigismund Caspari, das dieser unter Mosengels Aufsicht baute. Sie wich 1936 einem Neubau unter Beibehaltung des historischen Gehäuses von Karl Kemper mit III/P/50, die 1944/1945 zerstört wurde. |
| 1730      | Löwenhagen                       | Ev. Kirche                               |      | I       | ca. 12   | Zuschreibung aufgrund einer „Inventarisationsliste des Etat-Ministeriums“ aus dem Jahr 1785. Einzelheiten über das Instrument sind nicht bekannt, 1881 wurde es durch einen Neubau von August Terletzki ersetzt. Die Kirche überstand den Zweiten Weltkrieg leicht beschädigt, wurde jedoch nach 1945 abgerissen. |
| 1730      | Groß Engelau                     | Ev. Kirche                               |      |         |          | Zuschreibung aufgrund einer „Inventarisationsliste des Etat-Ministeriums“ aus dem Jahr 1785. Einzelheiten über das Instrument sind nicht bekannt, es brannte 1914 mitsamt der Kirche ab. |
| 1732      | Balga                            | Ev. Kirche                               |      |         |          | Zuschreibung und Baujahr aufgrund einer „Inventarisationsliste des Etat-Ministeriums“ aus dem Jahr 1785. Einzelheiten über das Instrument sind nicht bekannt, eine neue Orgel im historischen Gehäuse wurde 1927 von der Werkstatt Bruno Goebel errichtet. Im Jahr 1945 wurden Kirche samt Orgel zerstört. |
| 1732      | Arnau                            | Ev. Kirche                               |      | I       | 11       | Einbau eines neuen Werks in ein historisches, jedoch stark umgebautes Gehäuse von Adrian Zickermann. Ergänzung eines Pedalwerks mit 3 Registern (die Orgel hatte damit 14 Register) durch den Orgelbauer Scherweit im Jahr 1854; der Orgelbauer Nowak baute das Werk etwa um 1900 auf eine pneumatische Traktur um. Nach 1920 wurde eine neue Orgel in das historische Gehäuse eingebaut. Die Kirche ist erhalten, die Einrichtungsgegenstände gingen zwischen 1945 und 1950 verloren oder wurden zerstört. |
| 1729–1734 | Königsberg i Pr.                 | Schlosskirche                            |      | II/P    | 30       | 1893 Versetzung vom ursprünglichen Standort auf der Südempore auf die Nordempore durch den Orgelbauer Max Terletzki, dabei Umbau von mechanischer auf pneumatische Traktur und Ersatz des ursprünglich seitlich angebrachten Spielschranks durch einen mittig angebrachten Spieltisch. 1935 erfolgte ein weiterer Umbau, 1944/1945 gab es schwere Beschädigungen durch die Bombenangriffe auf die Stadt. 1969 erfolgte die Sprengung der verbliebenen Ruinen. |
| 1732      | Neidenburg                       | Kirche Mariä Empfängnis und St. Adalbert |      |         |          | Der Vertrag wurde mit Caspari geschlossen, die Orgel von seinem ehemaligen Gehilfen Gerhard Arend Zelle selbständig und ohne Casparis Unterstützung gefertigt. |
| 1734/1735 | Schaaken                         | Ev. Kirche                               |      | I/P     | 16       | Zuschreibung und Baujahr aufgrund einer „Inventarisationsliste des Etat-Ministeriums“ aus dem Jahr 1785. In anderen Quellen (z. B. Dehio) wird die Orgel Adam Gottlob Casparini zugeschrieben, der jedoch erst 1741 nach Casparis Tod nach Königsberg kam und somit als Erbauer nicht in Frage kommt. 1895 erbaute Eduard Wittek eine Orgel mit II/P/19 und pneumatischen Trakturen hinter den neunteiligen Caspari-Prospekt. Die Kirche – und damit wahrscheinlich auch die Orgel – überstand den Zweiten Weltkrieg unbeschadet, ist jedoch heute nur noch als Ruine erhalten. |
| 1734/1737 | Königsberg i. Pr.                | Neuroßgärter Kirche                      |      | II/P    | 31       | Neubau unter Wiederverwendung des historischen Gehäuses sowie von 21 Registern von David Trampp aus den Jahren 1673/1674. Reparaturen fanden 1800 und 1823 durch den Orgelbauer Jacob Preuß statt, ein Umbau 1904 durch Bruno Goebel. 1934 baute Wilhelm Sauer ein neues Instrument mit IV/P/67 in das alte Gehäuse ein. 1945 fiel das Instrument der Zerstörung anheim. |
| um 1735   | Hasenpoth                        | Ev. Kirche                               |      | I       | 8        | Die Zuordnung erfolgt aufgrund einer in Aizpute im Kurland aufgefungendenen Aktennotiz, worin der Bau eines Orgelpositiv von Georg Sigismund Caspari und Gerhard Arend Zelle für den Zeitraum „um 1735“ nachgewiesen wird. |
| 1737      | Döbern (Kreis Preußisch Holland) | Ev. Kirche                               |      | I       |          | Die Orgel wird in verschiedenen Veröffentlichungen (z. B. Dehio) Adam Gottlob Casparini zugeschrieben, der jedoch erst ab 1741 in Königsberg und Umgebung tätig war. Daher kommt nur Georg Sigismund Caspari als Erbauer in Frage. 1912 erbaute Eduard Wittek eine Orgel mit pneumatischen Trakturen hinter den fünfteiligen Caspari-Prospekt. Der Prospekt ist in der Kirche – die heute eine katholische ist – im polnischen Dobry erhalten. |
| 1736/1739 | Königsberg i. Pr.                | Französisch-reformierte Kirche           |      | I/P     | 15       | Die Orgel galt im Jahr 1931 als die einzige in Königsberg noch erhaltene und spielbare barocke Orgel. Sie wurde 1932 durch eine neue Orgel der Werkstatt Furtwängler & Hammer ersetzt. Diese Orgel wurde 1945 mit der Kirche zerstört. |
| 1739/1741 | Marggrabowa                      | Ev. Kirche                               |      | I/P     | 15       | Der eigenhändig von Caspari unterschriebene Vertrag vom 6. Juli 1739 ist erhalten, dazu umfangreiches Archivmaterial. Mit dem Bau konnte nach Klärung der finanziellen Lage erst im Oktober 1739 begonnen werden. Caspari verstarb am 4. April 1741, während seine Gesellen Johann Heinrich Westhoff und Daniel Robbert mit dem Aufbau der Orgel in der Kirche befasst waren. Die Orgel wurde von Westhoff vollendet, da jedoch kein geeigneter Organist zur Abnahme zur Verfügung stand, wurde sie ohne eine solche in Betrieb genommen. Casparis Nachfolger Adam Gottlob Casparini begutachtete die Orgel 1742 und stellte eine Reihe von Mängeln fest, die durch den zwischenzeitlich in eigener Werkstatt tätigen Westhoff noch nachgebessert wurden. Orgel und Kirche wurden bei einem Stadtbrand von 1776 zerstört. |

### Reparaturen, Überholungen, Umbauten
| Jahr      | Ort                                  | Kirche                   | Bild | Manuale | Register | Bemerkungen |
| --------- | ------------------------------------ | ------------------------ | ---- | ------- | -------- | --- |
| 1733/1735 | Kaymen                               | Ev. Kirche               |      |         |          | Reparatur, weitere Informationen nicht bekannt. Von der Kirche sind nur noch Ruinenreste erhalten. |
| 1734      | Groß Peisten (Kreis Preußisch Eylau) | Ev. Kirche               |      | I/P     | 14       | Umbau der 1614 für Bartenstein erbauten Orgel, die Johann Josua Mosengel im Jahr 1700 bereits um ein Pedal erweitert hatte. Caspari setzte einen Brüstungsprospekt als Attrappe vor das Werk. Ein weiterer Umbau erfolgte nach 1850, bevor die Kirche und Orgel 1945 zerstört wurden. |
| 1734      | Grunau                               | Ev. Kirche               |      |         |          | Reparatur |
| 1735      | Neidenburg                           | Evangelische Stadtkirche |      |         |          | Restaurierung |
| 1735      | Bladiau                              | Kirche                   |      |         |          | Reparatur eines Orgelpositivs |
| 1738/1739 | Bladiau                              | Kirche                   |      |         |          | Reparatur einer 1720 erbauten Orgel |
| 1739      | Laptau                               | Kirche                   |      |         |          | Reparatur eines alten Orgelpositivs |